# Vladimír Blažek
Vladimír Blažek (* 5. dubna 1929 Štěpánov) byl český a československý politik Komunistické strany Československa, ministr dopravy ČSSR a poslanec Sněmovny lidu Federálního shromáždění za normalizace.

## Biografie
Pocházel z rodiny železničního zaměstnance. Vyučil se zedníkem, pak absolvoval vyšší průmyslovou školu stavební v Brně a nakonec i Vysokou školu železniční v Žilině (podle jiného zdroje Vojenskou fakultu Vysoké školy železniční v Praze). Od roku 1955 pracoval na různých vedoucích postech v Československých státních drahách. V ČSD byl náčelníkem traťové distance, náčelníkem traťové strojní stanice, náměstkem náčelníka služby traťového hospodářství, náměstkem náčelníka dráhy a nakonec před nástupem do vlády náčelníkem střední dráhy. Bylo mu uděleno vyznamenání Za vynikající práci.
V letech 1975–1988 působil jako ministr dopravy ČSSR v druhé vládě Lubomíra Štrougala, třetí vládě Lubomíra Štrougala, čtvrté vládě Lubomíra Štrougala, páté vládě Lubomíra Štrougala a šesté vládě Lubomíra Štrougala. Po svém odchodu z ministerské funkce dalších 10 let pracoval na železnici.
Ve volbách roku 1986 zasedl za KSČ do Sněmovny lidu (volební obvod č. 57 – Chomutov, Severočeský kraj). Ve Federálním shromáždění setrval do ledna 1990, kdy rezignoval na svůj post v rámci procesu kooptací do Federálního shromáždění po sametové revoluci.